# 交響詩篇エウレカセブン
『交響詩篇エウレカセブン』（こうきょうしへんエウレカセブン、Psalms of Planets Eureka seveN）は、日本のテレビアニメ作品。2005年4月17日から2006年4月2日まで毎日放送を製作局として、TBS系列の日曜7時00分 - 7時30分（JST）に放送された。全50話。

## 概要
本作はボンズ制作のSFロボットアニメであり、バンダイとボンズが中心となって発足したメディアミックスプロジェクト「Project EUREKA」の中核を担う作品の1つ。PlayStation 2用のゲームソフト『エウレカセブン TR:1 NEW WAVE』をはじめとするプロジェクトの作品群と同じ世界が物語の舞台となる。プロジェクトの作品群の中でも最も新しい時間軸の物語で、物語の世界を統治する塔州連邦軍と対立する反政府組織「ゲッコーステイト」を中心にストーリーが進行する。主人公の少年レントンがゲッコーステイトのメンバーであるヒロインの少女エウレカと出会って恋に落ち、ゲッコーステイトのメンバーとして徐々に成長するボーイ・ミーツ・ガールの物語であると同時に、プロジェクトの作品群の世界において重要な役割を担う存在「スカブ・コーラル」の正体に焦点が当てられる。
2009年には設定を大きく変更した本作のパラレルワールドでの物語を描く、劇場版『交響詩篇エウレカセブン ポケットが虹でいっぱい』が公開された。2012年には本作品の続編『エウレカセブンAO』がTV放映。2017年からは新劇場版三部作『交響詩篇エウレカセブン ハイエボリューション』が順次公開予定（#劇場版を参照）。

## ストーリー
舞台は、スカブ・コーラルと呼ばれる珊瑚のような大地が地表を覆い、目に見えない未知の粒子トラパーの波が大気中を漂う、とある惑星。

### 過去の出来事
- 第1話より過去に生じた主な出来事。

1万年前、地球の表面は人間とコミュニケーションを取ろうとしたスカブ・コーラルで覆われ、人類は宇宙へと移住せざるを得なくなった。それから約1万年後、人類は再び地球に帰ってくるが、長く離れていた上に地表が変わり果てていたため、この星が地球だとは気付かなかった。スカブは人類とコミュニケーションを取るため、人型コーラリアンの少女エウレカとサクヤを生み出した。
サクヤは宗教組織ヴォダラクに聖人扱いされ、感情をほとんど持たなかった。しかし世話係の少年ノルブが彼女を笑わそうと気配りをするうちに年頃の少女らしくなっていき、2人は恋に落ちた。およそ40年前、ふたりは未知の空間へと繋がる次元の歪み、グレートウォールの突破を試みるも失敗に終わった。
「王殺し」の家系ノヴァク家に生まれたデューイ・ノヴァクは権力者の父親を殺した。デューイと弟のホランド・ノヴァクはともに軍隊に入り、デューイは情報部、ホランドは特殊部隊SOFに所属される。SOFにはチャールズ・ビームスとその恋人レイも所属していた。
かつてコーラリアン殲滅計画「アゲハ構想」を作成した軍の科学技術者アドロック・サーストンは、スカブが知的生命体コーラリアンであることに気付き、対話を試みる。一方、軍はスカブとの対決路線を歩む。
エウレカはニルヴァーシュ type ZEROとともに発見された。エウレカはニルヴァーシュを操縦できたため、トレゾア技術研究所で研究の対象とされた。ニルヴァーシュを原型にLFOが量産される。その後エウレカは、塔州連邦軍の特殊部隊SOFに入隊させられた。アドロックは入隊して間もないエウレカをサポート、ニルヴァーシュの操縦方法などに留まらない様々なことを彼女に教えた。ホランドもデューイの仲介でエウレカの訓練に携わる。十数年前、軍はニルヴァーシュとアミタ・ドライヴを用いて、セブンスウェルを人為的に発生させた。しかし、失敗して「サマー・オブ・ラブ」が発生し、それを止めたアドロックはスカブ・コーラルに精神を取り込まれて蒸発、民衆からは人類を救った英雄とみなされるようになる。同時にレイは子どもを産めない身体となり、サマー・オブ・ラブの発生原因であるエウレカを恨む。アドロックが撤回した「アゲハ構想」はデューイに引き継がれた。その後、恋人ホランドの口添えで軍の研究施設に就職したアドロックの娘ダイアン・サーストンは謎の失踪を遂げる。父アドロックも姉ダイアンもいなくなった少年レントン・サーストンは、祖父アクセル・サーストンと共に辺境の街ベルフォレストで暮らす。
3年前、軍はヴォダラクの宗教都市シウダデス・デル・シエロをホランド率いるSOFに襲わせる。エウレカらSOFは街を破壊し、住民を虐殺した。ホランドはヴォダラクの指導者ノルブを捕えるが、彼はホランドにデューイの真の目的とエウレカの正体、そしてエウレカに対が必要であることを教えた。一方のエウレカは自らが殺したヴォダラクの死体の山から3人の幼子（モーリス、メーテル、リンク）が生きているのを見つけ、初めて自分のした行為に気が付く。
ノルブとの出会いによって軍のやり方に疑問を持ったホランドは、情報部所属の恋人タルホ・ユーキやケンゴーと共に軍の空船・月光号を乗っ取り、ゲッコーステイトを結成。アドロックの遺志を継ぎ、コーラリアンと対話できるエウレカをニルヴァーシュと共に軍から連れ去った。この責任を取らされたデューイは軍籍を剥奪された上に幽閉される。
ゲッコーステイトはモーリスたち3人の孤児や軍に所属していたエウレカの研究者ミーシャ、ホランドの幼馴染ハップらを仲間に加え、反政府活動を開始する。月光号に同乗するようになったジャーナリストのストナーは雑誌「ray=out」を発行し、それを見た技術者のジョブスとウォズは勝手に月光号に乗り込んできた。その他にもマシュー、ヒルダ、ムーンドギー、ギジェッドが仲間に加わり各地を旅していた。彼らはベルフォレストに立ち寄る。

### 本編
以下、主人公であるレントンの動向を軸に記述していく。
旅立ち（1 - 3話）
14歳のレントンは英雄扱いされる父親にコンプレックスを持ち、勉強が苦手でクラスでも浮いていた。一緒に暮らす頑固者の祖父アクセルは家業の機械整備屋を継げと口うるさい。彼にとってリフが唯一とも言える楽しみで、天才リフボーダー、ホランドに憧れ、懲りずに日々練習を重ねていた。しかし辺境のベルフォレストに良い波が来ることもなく、街で唯一のリフボード屋も街を去り、お気に入りのリフスポットは軍の演習場となり立ち入り禁止になる。
そんな最悪続きのある日の晩、ニルヴァーシュが自宅に墜落しレントンの部屋を半壊させる。ニルヴァーシュの中から神秘的な少女・エウレカが現れた。整備工場を営むアクセルとレントンは機体整備を引き受けるが、突如ミサイルが飛来し工場は大破、エウレカは応戦するためニルヴァーシュに乗り出撃してしまう。
激しい空中戦が繰り広げられる中、祖父から託された拡張パーツ、アミタ・ドライヴをニルヴァーシュに届けるため、レントンはリフボードを握りしめエウレカへの想いとともに空へと飛び出して行く。アミタ・ドライヴをセットオンすることで真に目覚めたニルヴァーシュはセブンスウェルを発揮し、戦闘は終息した。
その後、レントンはホランドとエウレカの誘いを受け、ゲッコーステイトに入ることを決意する。
ゲッコーステイト1（4 - 20話）
最高権力者コーダ、クゼミ、ブラヤの三賢人はセブンスウェルの発生という事態を受けて、幽閉されていたデューイを軍中枢に復帰させる。
憧れだった月光号に乗ることになったレントンは、理想と現実のギャップに悩まされながらも少しずつメンバーになじんでいく。そんなある日、ゲッコーステイトは軍に協力するふりをして、ティプトリーというヴォダラクの女性を助け出す。月光号は彼女をヴォダラクの聖地、廃墟と化したシウダデス・デル・シエロに連れて行った。ここでレントンは無自覚にホランドの古傷に触れ、彼から殴られてしまう。動揺して1人廃墟に向かったレントンは彼を探しに来たエウレカと再会する。しかし、エウレカは生き残ったヴォダラクの人々から石を投げられ、ほぼ同時に軍による空襲が行われる。レントンに助けられたエウレカは、彼にかつての自分が「軍の犬」としてこの町を破壊し、人々を虐殺したことを告げた。レントンは自分が迫害されるのは自業自得だと言ったエウレカの真意に気付き、エウレカと共にニルヴァーシュに乗って空爆を止めさせる。月光号に戻った彼はホランドから正式メンバーとして認められ、自室が与えられた。
エウレカはニルヴァーシュとの関係が上手くいかなくなり、身体の調子が悪くなっていく。しかし、謎の雲状の物体「コーラリアン」が現れ、エウレカはレントンと共にニルヴァーシュでコーラリアンに接近する。大尉ドミニク・ソレルとニルヴァーシュtype the END（ジ・エンド）を操縦する少女アネモネが載る軍の空船もコーラリアンに接近しており、ジ・エンドとゼロの二つのニルヴァーシュは遭遇する。レントン、エウレカ、アネモネの3人はコーラリアンの中で不思議な夢を共有し、コーラリアンの消失と共に地上に降りていた。エウレカとアネモネは起き上がることができず、アネモネを助けに来たドミニクはレントンと共に近くの病院で必要な薬を採りに行く。その後、エウレカとレントンはニルヴァーシュで月光号に戻ったが、空船との戦闘で傷ついた月光号は修理のために遺跡発掘現場ハッシェンダに身を隠す。
エウレカは1人でニルヴァーシュを操縦できるようになったレントンと距離を置くようになり、2人の間に溝が生じた。やがて月光号の存在が軍に知られ、ハッシェンダが軍の攻撃を受ける。エウレカは心身ともに変わってゆく自身に戸惑い、洞窟の奥へアミタ・ドライヴを捨てに行こうとするも、スカブに飲み込まれてしまう。かろうじてレントンに助けられるが、体にスカブが張り付き変わり果てた姿に。ホランドはエウレカを救うために、スカブを剥がすことのできるヴォダラクの高僧を助ける仕事を引き受ける。しかし、作戦は困難を極め多数のLFOに囲まれたホランドは窮地に陥る。ホランドの本心を知ったレントンはニルヴァーシュに乗ってホランドを助けるが、その時LFOのライダーを惨殺したことに気付いて激しく動揺する。スカブをはがしてだいぶ調子の良くなったエウレカに、レントンは助けを求めるが、彼女の口から励ましの言葉はなかった。拒絶されたと思ったレントンはゲッコーステイトに居場所を見いだせず、月光号を飛び出していく。
家出（21 - 26話）
行くあてもなく彷徨っていたレントンは、チャールズとレイ・ビームス夫妻に出会い、彼らの空船である白鳥号に泊めてもらう。しばらくレントンとは家族のような幸福なひとときを過ごしていたが、彼がゲッコーステイトのメンバーであることを知る。元軍人である彼らは大佐デューイからtype ZEROとエウレカを奪取するように要請されており、レントンとは立場上敵対することになってしまう。レントンはエウレカを助けるために月光号を目指す。
その頃、エウレカはレントンのことで思い悩むようになり、ギジェットとの会話で「恋」の意味を知り、そのことについて考えるようになっていく。病室を出てからは、レントンがゲッコーステイトを去ったのを知ると深く落ち込んでしまうが、それによりレントンへの強い想いを自覚する。
レントンは月光号へ帰還するが、すれ違うようにエウレカがレントンを探しにリフボードに乗って月光号を飛び出す。エウレカは月光号を襲いに来た軍やビームス夫妻のLFOと遭遇、捕獲されそうになるところをニルヴァーシュに乗ったレントンに助けられた。ニルヴァーシュの活躍で軍は撤退し、レントンとエウレカは月光号に戻る。
ゲッコーステイト2（27 - 42話）
チャールズ夫妻は2度のゲッコーステイト襲撃で共にホランドに殺され、ホランドも重傷を負う。タルホはレントンたちにエウレカが人型コーラリアンであることとゲッコーステイトの目的（アドロックの遺志を継ぎ、コーラリアンと対話できるエウレカを守る）を告げた。レントンは彼女を受け入れ、2人は関係を深めていく。ニルヴァーシュのアーキタイプが成長したため、ゲッコーステイトはニルヴァーシュの研究を行っていたトレゾア技術研究所に行き、交渉の末ニルヴァーシュをスペックアップすることに同意させた。研究者グレッグ・イーガンの助言を受けてニルヴァーシュの外装が大幅に変更されることになる。
その頃、デューイは三賢人のコーダを懐柔し、自らが結成したアゲハ隊に命じてスカブコーラルを攻撃させる。するとスカブから人を襲う抗体コーラリアンが現れ、フォレス・シティに甚大な被害が発生した。この事態を受けて、ゲッコーステイトは一刻も早くアクセルが製作しているニルヴァーシュのボードを受け取るために、トレゾア技研メンバーたちと共にベルフォレストへ向かう。
アクセルは警察に感付かれ、ボードをトラパーの流れ「レイライン」に託し、レントンたちに届けた。レントンとエウレカはニルヴァーシュに乗って空中でボードを受取り、襲ってきたジ・エンドと戦う。しかし、type ZERO spec2へとスペックアップしたニルヴァーシュの敵ではなく、撃退されたアネモネは激しく動揺する。アクセルはボードと共にレントンに手紙を届けた。一方、アゲハ隊は各地のスカブを攻撃し、抗体コーラリアンによる被害が頻発する。
ホランドはノルブと接触するために首都キャピトル・ヒルの襲撃を決意するが、仲間を危険な任務に巻き込まないためにゲッコーステイトの解散を宣言する。しかし、メンバーたちは自分の意志で全員ゲッコーステイトにとどまり、首都襲撃に向かう。
抗体コーラリアンを各地で発生させたデューイはそれを利用して民衆を扇動し、賢人会議に対してクーデターを起こして全権を掌握する。ノルブを奪還したゲッコーステイトはヴォダラ宮に向かい、サクヤに出会う。レントンとエウレカはサクヤの協力でグレートウォールを超え、約束の地に向かった。
約束の地（43 - 49話）
エウレカや子供たちとニルヴァーシュに乗ったまま、見知らぬ浜辺にたどり着いたレントンは、子供たちがニルヴァーシュの後部座席で見つけたノルブの置土産『地球概論』を読み、約束の地が地球であることを知る。トラパーがないため人型形態のニルヴァーシュで崖を登ったり林をかき分けながら移動を重ね、浜を主な生活の場としてメーテルたちが集めてきた果実で食事をする日々が始まったが、同じ頃からモーリスがふさぎ込み始め、エウレカも不調を隠しきれなくなっていく。
最終話（50話）

### ニュー・オーダー
- もう1つの最終回。初期構想。

## 登場人物

### 主要人物
レントン・サーストン
声 - 三瓶由布子
本作の主人公。ゲッコーステイトの新メンバー。14歳の少年。
2039年（スカブ11990年）2月28日生まれ。
かつて大災害から世界を救った英雄アドロックの息子。生まれてすぐに母親を、程なく父親も失う。親代わりだった姉ダイアンも消息を絶ち、祖父アクセルと共に暮らしていた。趣味はリフで、愛用のボードはホランドのレプリカモデル。世の中や将来に不満を抱きつつ、どうにもならずに足掻く普通の少年である。バイタリティはあるが、後先考えずに行動してしまうことがあり、しばしば余計なトラブルを起こす。
空から降ってきた少女エウレカとニルヴァーシュに会ったことがきっかけでゲッコーステイトに入る。序盤では他人の操縦するLFOに同乗すると酷く不快を覚え、コックピット内で粗相をしてしまう。以来メーテルたちからは「ゲロんちょ」呼ばわりされた。整備の腕は確かだが、家族揃ってピーキーに仕上げる癖がある。
序盤 - 中盤では子供っぽい言動が目立ち、エウレカやメンバーに感情をぶつけることもしばしばだったが様々な経験を積み徐々に成長、ニルヴァーシュとの感応能力の高さからゲッコーステイトの重要な戦力となる。また、中盤以降は心身ともに助けが必要となるエウレカにとって大きな支えとなる。最終話の住民票（2055年（スカブ12006年）4月2日発行の模様）によればエウレカと籍を入れており、彼女が世話していた子供達を養子とすることで16歳にして三児の父になる（この世界における「その後」については『エウレカセブンAO』で語られる）。
漫画版ではコーラリアンに人間側の王として選ばれた存在となっている。また、異様な打たれ強さと高い戦闘能力を持つ設定が追加されている。
エウレカ
声 - 名塚佳織
本作のヒロイン。ニルヴァーシュを操る、ゲッコーステイトのLFOライダー。年齢不詳。元塔州連邦軍SOF所属。
青竹色の短髪に金色の髪留めと首輪が特徴的。スカイブルーのジャンパーミニスカートは軍所属時代の制服と色違い。SOF時代にシウダデス・デル・シエロを破壊し、大量の市民を殺戮した過去を持つ。そのとき出会った3人の孤児の母親代わりをしている。
正体は、スカブ・コーラルが人間と対話するために作り出した人型のコーラリアン。心情は基本的に人間の少女と同じであり、人間と異なる自分自身に対して葛藤する。
どこか世間一般の人間からズレた所があり、通常では不可視のトラパーの流れが読めるほか、愛機ニルヴァーシュをはじめ機械の言葉が分かるという。それゆえリフボード、LFO共に操縦技術が高い。その言動や表情は感情に乏しく抑制的。
レントンと出会い、少しずつ喜怒哀楽の感情が表れ、戸惑いつつも彼への恋愛感情を自覚していく。様々な出来事を通じて容姿が大きく変化する。住民票発効日にエウレカ・サーストンとして婚姻届を提出した。

### ゲッコーステイト
ホランド・ノヴァク
声 - 藤原啓治 / 少年時代 - 浅野まゆみ
ゲッコーステイトのリーダー。29歳の男性。アマチュアリフ世界大会の歴代最年少チャンピオン。塔州連邦軍の特殊部隊SOF元エース（元SOF第1機動部隊部隊長）。デューイの実弟で王家の末裔。
自己顕示欲旺盛な彼の戦闘スタイルは一見派手で大味だが、その能力は白兵戦、LFO戦、戦術指揮のいずれも卓越しており、極めて冷徹かつ的確。
いつも強気で弱音を口にしない。初期はタルホら女性陣から「第二次性徴期真っ最中の子供」と言われ、大人気ないところがあった。また、エウレカを傷つけるものには容赦なく、レントンの短絡的な言動に怒ることも多かった。タルホの妊娠を知り、精神的に成長。心が通じ合っていくレントンとエウレカのことを認めるようになる。
現在の恋人はタルホだが、初恋相手はレントンの姉ダイアン。かつてエウレカと共にゾーンと呼ばれる幻覚的空間に入ったことがあるらしい。
左腕に王の継承者を示す入れ墨があるが、チャールズは「王の金枝を受け継ぐ者がホランドでなくて残念だ」と語っていた。
漫画版ではアドロックとの接点が多く追加されている一方、ダイアンとの接点が無くなっているため、タルホとの恋仲が明確に描写されている。また、原作同様に粗暴さが目立つが若干和らいでおり、良くも悪くも人間味（父性愛）のある側面が強調されている。
タルホ・ユーキ
声 - 根谷美智子
ゲッコーステイトの創設メンバーで月光号の操舵士。26歳の女性。ホランドの恋人。元軍情報部所属。雑誌「ray=out」のグラビアモデル。
ホルターネックのヘソ出しキャミソールにローライズのマイクロミニスカートという露出の著しい服装。美人だが性格は上品とは言えず、エウレカに過保護なホランドの態度や姿無き恋敵ダイアンに対して嫉妬心を隠さない。その反面、レントンにとっては姉（ダイアン）のような存在でもあった。軍人時代は上官であったデューイの恋人だった。
ホランドの子を妊娠したことによる心情の変化から、それまでのギャルファッションを捨て去り、髪を切った。妊娠したことをしばらくはホランドに黙っていたが、自身の決意やお腹の子やエウレカやレントンたちを守ることをホランドに告げている。それからはレントンをからかって遊ぶような子供じみたことはしなくなり、エウレカに対しても仲の良い母親のように接している。また首都襲撃以降は操舵をムーンドギーに任せ、戦場に出ることの増えたホランドに代わって艦長を代行する。
漫画版ではホランドとダイアンの接点が無くなっているため、ホランドとの恋仲が明確に描写されている。
ハップ
声 - 山口太郎
ゲッコーステイトの副リーダー兼金庫番。29歳の男性。
ホランドとは3歳から付き合いがある幼馴染であり相談相手。かつてホランドに、軍を抜け反抗しようと提案した。やや小太りながらガッチリした体型で、服装はいつも短パンにTシャツ（トイレでは全裸になる）。笑顔を絶やさず、ハメを外すのも好きだが、メンバーが行き過ぎた行動に出るとそれを止める役割も担う「子供みたいな所のあるオトナ」である。普段は優しく平和主義的だが、戦闘時には冷静な判断を行う。
ケンゴー
声 - 大木民夫
ゲッコーステイトの創設メンバー。45歳の男性。月光号の主。砲術士。
真面目一徹の融通が利かない軍人だったが、ホランドとの出会いで人生観が変わり、今に至る。厳つい髭と、鳥の羽をあしらったコサック帽がトレードマーク。非常時にも動揺することなく、ホランドたちに適切なアドバイスを送ることができる。
マシュー
声 - 中村彰男
月光号のLFOライダー、前衛担当。25歳の男性。
黄色のランニングシャツが似合う、陽気で気さくなゲッコーステイトのムードメーカー。面倒見がよく、序盤苦悩するレントンに幾度も話しかける。ヒルダと付き合っているが、歯の浮く冗談を言っては彼女にたしなめられている。多数の12インチ盤レコードを持ち、艦内の食堂スペースで時節DJの腕を披露する。その耳は微細なノイズも聞き逃さず、そのおかげでクルーが助けられたこともしばしば。
ヒルダ
声 - 浅野まゆみ
月光号のLFOライダー、射撃が得意な後衛担当。25歳の女性。元公務員。マシューのパートナー。
タルホと仲が良い。真面目で明るく、メンバーの体調を気遣うなど面倒見の良いゲッコーステイトの「お母さん」的な存在。
ムーンドギー
声 - 宮野真守
ゲッコーステイトのメンバー。16歳の少年。本名ジェームズ・ダレン・エマーソン。
金髪で長身の美少年だが感情が高ぶると妙に言葉が秋田弁っぽく訛る。
当初は月光号内で専門の役割がなく「ゲッコーステイトのお笑い役」の地位を巡ってレントンに対抗意識を燃やす。しかし、タイミングが悪く、周囲の人間を興冷めさせてしまうことも多い。レントンからは「ドギー兄さん」と呼ばれ慕われている。ギジェットとの恋愛は着実に進行中。
リフやサッカーが得意。空船の船舶免許を持っており、首都奇襲戦を機にタルホに代わり月光号の操舵担当となる。当初は操作に無駄が多くケンゴーに一喝されている。巧みな操縦技術でゲッコーステイトの戦いに大きく貢献する。
ギジェット
声 - 水沢史絵
月光号の通信士。15歳の少女。緊急時には索敵も担当する。ムーンドギーの恋人。
エウレカと並ぶ月光号のアイドルで、南国風美少女。タルホとヒルダのような女同士の良き友達関係に憧れ、エウレカと女の友情を築こうとする。エウレカに初めて「恋」という感情の存在を教えた。それ以降、レントンとエウレカの関係を度々フォローしている。
ジョブス
声 - 志村知幸
月光号の主任機関士。ハードウェア担当のメカニック。33歳の男性。
端整な顔立ち、レトロなサングラス、トラディショナルなスラックス&ベストに黒革のグローブ、そしてスキンヘッドという個性的でハイセンスなルックス。性格はクールでリアリスト。夢想家なウォズとは、性格が正反対でケンカをすることも多いが、仲の良い相棒。前衛的な論文を書くアーキタイプ研究者のグレッグ博士を崇拝している。
ウォズ
声 - 長島雄一
月光号のレーダー士。ソフトウェア担当のエンジニア。33歳の男性。
ラフでルーズなヒッピー風ファッションに首からはコンパク・ドライヴをぶら下げ、独特の四角いヘッドフォンを装着している。性格は夢想家で、正反対だがクールでリアリストのジョブスと仲が良い。
ミーシャ
声 - 沢海陽子
月光号の専属医師。40歳の女性。グレッグ博士の元妻（研究に対する見解の相違が原因で別れた）。
アーキタイプやエウレカを対象とする研究者。研究継続を条件に月光号に乗り移った。エウレカに対しては心身共に気遣い、優しく接している。メンバーの中では研究者らしい一歩引いた視点を有するが、確固たる思いを貫き自らの意見を述べる時もある。
ストナー
声 - 松本保典
月光号機上フリーカメラマン。30歳の男性。
ジャーナリストとして乗員の姿を撮影すると同時に、雑誌「ray=out」の編集に携わる。一歩引いた目線で物事の真核や根本の部分を捉え執筆活動を行なう、生粋の報道写真家である。自己のモラルに反する場面ではレンズを向けない。
リフの心得はないが、劇中のモノローグでは文化人類学的視点からリフと1万年前に母星地球で人類が嗜んだサーフィンについて相関的に語る。自由時間中はマシューといることが多く、遊び心を欠かさない。戦災孤児であったため、親の顔を見たことがないという。
ゴンジイ
声 - 石森達幸
月光号に乗り込んでいる謎の男性老人。
年齢は不明。占い師らしく、その占いはよく当たるのでメンバーには好評。神出鬼没でいつも艦内の何処かしらでお茶を淹れては飲んでいる。
最終話にて、正体は人間を監視するため月光号に乗船していたコーラリアンであったことが明かされる。エウレカには思うところあったため、彼女に言葉をかけている。
漫画版での正体は元賢人で、本名はゴン・カルマパ。また、事実上ゲッコーステイトの創設に携わった人物にもなっている。
小説版では名称不明の占い師（コック兼任）として登場している。
カイル
小説版にのみ登場。赤銅色の胸板が厚い大男で、腕利きのリフボーダー。
世界中を飛び回りリフをする目的でゲッコーステイトに参加。もっぱら、危険を顧みずに生身で艦外に飛び出してリフをするパフォーマンス要員として活躍する。
原作におけるハップのポジションに相当する人物で、ホランドに対しても臆せずはっきりと意見を言う。作中中盤でハップが艦を降りた後は彼のポジションを埋める活躍を見せる。

#### 孤児
月光号に同乗する3人の孤児。人種も個性も異なる3人だが、兄弟のようにいつも寄り添い行動する。エウレカをママと呼び、彼女に気がある新参者レントンに対して過激な悪戯を仕掛けるが、徐々に打ち解けていき、物語終盤には本当の家族のような絆を築く。最終話ではレントンとエウレカ・サーストン夫妻の子供として住民票に記載されており、全員の苗字もサーストンになっている。またアクセルを「おじいちゃん」と呼ぶ（正確には父方のひいじいちゃん）。
モーリス
声 - 根谷美智子
アジア系。5歳の男の子。
口数は少ない人見知りだが、洞察力が良く鋭い意見を言う。初恋の相手はエウレカで、自分の親を殺したエウレカには複雑な愛憎があった。
メーテル
声 - 木川絵理子
白人。4歳の女の子。
面倒見が良くおしゃまでけたたましい。
リンク
声 - 水沢史絵
黒人。3歳の男の子
泣き虫だが我慢強く、その歳にして「忍耐」の意味を知っている。

### 塔州連邦
コーダ、クゼミ、ブラヤ
声 - 赤司まり子（コーダ）、大木民夫（クゼミ）、岩崎ひろし（ハイエボリューションでのクゼミ）、麦人（ブラヤ）
賢人会議のメンバー。通称「三賢人」。塔州連邦の最高権力者たち。
世界の危機的状況を民衆から隠すことに精神的な苦痛を感じている。コーダはデューイの復権を主導したが、彼に懐柔される。クゼミとブラヤはデューイに殺害され、生き残ったコーダは彼に全権を委任した。

#### 塔州連邦軍
デューイ・ノヴァク
声 - 辻谷耕史
ホランドの兄で王家の末裔。塔州連邦軍最高司令官、統幕本部アゲハ隊指揮官。中佐→大佐。36歳。
数年前、「アゲハ構想」を推進していたが、部下であった実弟ホランドがエウレカを連れて造反したため軍籍剥奪処分・幽閉される。しかし「アゲハ構想」の理論がセブンスウェル発生により証明され、軍務に復帰して塔州連邦軍の主導権を握る。
かつて権力者の父を殺した過去があり、軟禁生活中はフレイザーの『金枝篇』を読んでいた。ホランドには愛憎が入り混じった感情を抱いている。
漫画版ではアニメ以上に彼自身の異常性が強調されており、兄弟間の愛憎を克明に描写している。また、ホランド同様にアドロックとの接点が追加されている。
ドミニク・ソレル
声 - 山崎樹範
塔州連邦軍統幕本部情報7課所属。少尉→特務大尉。20歳の男性。デューイの腹心で、アネモネの世話係。何度かレントンと対比される。実は幼くして家族を失った戦災孤児。
本人に自覚はないが、整った顔立ちの二枚目。わがままでお転婆なアネモネに暴行され、罵倒されつつ、いつも彼女の身を案じる。「重度の方向音痴で地図と方角の相関概念がない」「死体を見ると吐き気を催す」など、軍人らしからぬ欠陥を持つが、頭脳明晰でその戦術眼は確かである。物語終盤ではユルゲンスらと共に連邦軍を造反し、ゲッコーステイトと共闘する。
漫画版ではアニメ以上に彼自身の苦悩や葛藤、成長が深く描写され、実質的な「もう一人の主人公」と呼べる人物になっている。
アネモネ
声 - 小清水亜美
ニルヴァーシュ type the ENDのライダー。様々な場面でエウレカと対比される少女。
ピンク色の長い髪と表情豊かな切れ長の目が特徴。デューイが推し進める「アゲハ構想」の基幹を担う。金色の首輪はエウレカとお揃いのデザイン。デューイを慕うが、陰では複雑な感情ものぞかせる。自分の世話係であるドミニクへの想いに自覚がなかったが、彼の連邦軍造反を知って取り乱す。
正体はエウレカの代わりとして作り上げられた人型コーラリアン。そのため、エウレカにはコンプレックスを抱き、激しい憎悪を剥き出しにする。出撃には毎次ベルセルク効果目的の薬物が投与され、それによるKLF戦闘技術はホランド駆るtypeR909を圧倒する。しばしば頭痛に悩まされるため、常人の致死量の鎮静薬が欠かせない。
ペットとしてガリバー（声 - 杉山大）というモラー目モラー科の動物を可愛がっている。
ユルゲンス
声 - 小村哲生
塔州連邦軍イズモ隊旗艦イズモの艦長→ユルゲンス隊旗艦スーパーイズモ艦長。
物語冒頭から特命でニルヴァーシュを追い、幾度もゲッコーステイトと相見える。情報部から派遣されたドミニクとはたびたび衝突する。終盤では部下を率いて、ゲッコーステイトと共闘する。
昔気質の軍人で情に厚い。内戦の地ワルサワで妻子を失っている。
マリア・シュナイダー
声 - 木川絵理子、小島幸子（ポケットが虹でいっぱい）
イズモ隊旗艦イズモ副長→ユルゲンス隊旗艦スーパーイズモ副長。
冷静で忠実な女性副官として、最後までユルゲンスの下で戦い抜いた。
アゲハ隊（アゲハ少年隊）
声 - 福圓美里、こじまかずこ、加藤英美里、峯香織、山戸恵
5人のエリート少年部隊。戦地ワルサワの難民キャンプで拾われた優秀な子供達。
デューイが作戦遂行のために結成。過去の心的外傷からかデューイのことを盲信し、甚大な被害を巻き起こしながらも、玩具で遊ぶように地殻貫通弾オレンジを各所に打ち込んでスカブ中心核の位置を探る。アネモネやドミニクを見下している。
デューイの死後、隊員の1人が、自分たちが汚い体で、デューイだけが自分たちのことを綺麗だと言ってくれたことを取り乱しながら語った。

#### 旧SOF出身者
エウレカ、ホランドらの元同僚。ゲッコーステイト未参加の元SOF隊員。
チャールズ・ビームス
声 - 小杉十郎太
塔州連邦軍遊撃部隊所属フリーランサー。元塔州連邦軍SOF第2機動部隊部隊長。
妻のレイと共に空船・白鳥号内で生活している。何事にも情熱的な、かなり「濃い」人物。フェイバリットトラックは『GET IT BY YOUR HANDS』。
ニルヴァーシュtype ZEROとエウレカの奪取をデューイから依頼され、傭兵として行動。偶然にも月光号を家出中のレントンと知り合い、一時的に彼と白鳥号で家族のような幸福なひと時を過ごす。レントンがエウレカを守るために月光号へ帰った後、ホランドとの戦闘で死亡する。
レイ・ビームス
声 - 久川綾
チャールズの妻。塔州連邦軍遊撃部隊所属フリーランサー。元塔州連邦軍SOF第2機動部隊隊員。
跳ねた前髪とキツネ目が特徴で、料理をはじめ家政婦並みの家事の腕前の他、ウィザード級のハッカーでもある。セブンスウェル現象のせいで不妊症になったと信じており、現象を引き起こしたエウレカを憎む。
ひょんなことから家出中のレントンと白鳥号で同居し、心を通わせるうちに彼を養子にしたいと望むようになる。彼がゲッコーステイトのメンバーと発覚すると、対立する立場上、彼の新たな旅立ちを受け入れた。しかし、月光号突入作戦で未亡人となった彼女は精神の均衡を壊し、自殺同然の攻撃で月光号を襲い戦死する。
ロジカ
ホランドのSOF時代の部下。漫画版にのみ登場。
ホランドが塔州連邦軍を抜けた後もSOFに残り、独自の活動をしてた。ターミナス type R505を駆ってゲッコーステイトを強襲する際に発した台詞がエウレカの感情に揺さぶりを与えた。ちなみに、訓練生時代はKLF搭乗に必要とされる身長に届かなかったらしく、ホランドに散々からかわれたことを根に持っていた。

#### トレゾア技術研究所
モリタ
声 - 小野健一
トレゾア技研所長。アクセルの元部下。
同技研は軍の施設であるが、一技術者としてニルヴァーシュのスペックアップを引き受けた。
ソニア・ワカバヤシ
声 - 山口由里子
トレゾア技研技術開発部長。
以前にエウレカを調査研究していた。ミーシャとは旧知の仲。メガネの似合う白衣のお姉さんであるが、生真面目で少々ヒステリックな性格。
グレッグ・ベア・イーガン
声 - 銀河万丈
アーキタイプ研究の第一人者。ミーシャの元夫（今でも彼女を「僕のこぐまちゃん」と呼ぶ）。
世界中の科学者から崇拝を集める。Dr.ベアという愛称のとおり極度の肥満体型で、いつもキャンディーを食べている。ニルヴァーシュのスペックアップに際して助言する。「クダンの限界」（宇宙の崩壊）が生じるという仮説を打ち立てた。

### ヴォダラク
ノルブ
声 - 小山力也 / 少年時代 - 福山潤
ヴォダラク教の高僧。シウダデス・デル・シエロでホランドにこの世界の真実を教え、ゲッコーステイト設立のきっかけを与えた。その胸にはコンパク・ドライヴが埋め込まれ、超自然的な力を持つ。ホランド達はその隠された目的を果たすため、彼の居所を探していた。40年来の風呂嫌いで、過度のマヨラー。
昔、聖者サクヤの世話係となるが、感情を示さない彼女を笑わそうとあれこれ気配りをするうち、彼女を一人の少女として意識するようになり恋に落ちた。
サクヤ
声 - 矢島晶子
人型コーラリアンの少女。ヴォダラク教徒から聖者扱いされる。初めは人間らしい感情をほとんど持たなかったが、ノルブとの交流や恋愛を経て年頃の少女らしくなっていく。
およそ40年前、2人は未知の空間へと繋がる次元の歪み、グレートウォールの突破を試みるも失敗した。現在は蓮の花に姿を変え、ヴォダラクの総本山ヴォダラ宮を結界により守護している。
ティプトリー
声 - 杉山佳寿子
ヴォダラク信者の老婆。柔らかな物腰だが、年寄りとは思えない華麗な身のこなしでゲッコーステイトと激しい追跡劇を演じた。ホランド達は軍から彼女がテロリストだと聞かされていたが、テロリストではない。

### サーストン家
アクセル・サーストン
声 - 青野武
レントンの祖父。アドロックの父親。「(有)サーストン工業 ガレヱジ・サーストン」を営むメカニック屋の頑固爺。元トレゾア技研研究員。
アドロックをもてはやす民衆や彼が死ぬ元凶となった軍を毛嫌いしている（作中序盤ではこの家から軍人を出す気はないと発言する）。レントンに対してはメカニックとして平穏に過ごしてほしいと思う一方、アミタ・ドライヴをレントンに託すなど、一枚岩ではない心境を見せる。
自ら多くを語らないが、メカニックの間では「サーストンといえばアクセル」と言われる程で、科学者や発掘屋たちからも尊敬されている。アクセル自身もトレゾアでの勤務経験がある。ガレヱジ・サーストンでは原動機系機械の修理依頼にはピーキーにチューンして納品するというのがポリシーらしく、その伝統はレントンにも受け継がれている。住民票の記載によると、妻ローズは11980年8月19日に死亡している。
序盤でアドロックの遺品といわれる謎のパーツ、アミタ・ドライヴを隠し持っていたが、孫のレントンに託す。当初は序盤のみに登場する予定だったが、声を担当した青野の演技により後半以降も登場する場面が追加された。
アドロック・サーストン
レントンの父。民衆から世界を救った英雄とされている人物。妻のブラウはレントンを生んだ日(11990年2月28日)に死亡している。
軍の科学技術者だった彼はスカブ・コーラル研究に関する独自の仮説を唱え、「アゲハ構想」のレポートを残した。また、軍に入隊して間もないエウレカに様々なことを教えた。最期は世界を襲ったトラパーの異常発生に伴う大災害、サマー・オブ・ラブから命を賭して人類を救った（住民票によると11990年9月10日死亡）。
レントンは彼のことをほとんど覚えておらず、英雄の息子として大きなプレッシャーを感じていた。彼が残した言葉に、「ねだるな、勝ち取れ、さすれば与えられん」があり、サーストン姉弟、ノヴァク兄弟、チャールズらに引き継がれている。
物語終盤、スカブ・コーラルでレントンと再会。娘のダイアンと共に旅立つレントンを見送った。
ダイアン・サーストン
声 - 玉川紗己子
レントンの姉。ホランドの初恋相手（元恋人）。
早くに両親を亡くしたレントンにとって親代わりだった。ホランドの口添えにより軍へ入隊し、父アドロックの研究を引き継ぐが、レントンが幼少の頃に突然消息を絶った。
物語終盤、スカブ・コーラルでレントンと再会。父のアドロックと共に旅立つレントンを見送った。

### その他
ウーノ
声 - 鈴木勝美、竹田雅則（ハイエボリューション）
ワゴン車を店舗代わりにしてリフグッズを販売した男性。
ベルフォレスト街外れで営業していたが、見ているだけで何も買わないレントン以外に客が来なかったため、他の街へ引っ越した。店では雑誌「ray=out」も販売している。
ウィリアム・B・バクスター
声 - 古川登志夫
レントンを助けた青年。愛称は「ウィル」。
見渡す限り垣根のない庭先の農園は、ただ草原に種を撒いただけのよう。自然と共生していきることをモットーとし、周囲の大地一面に打ち込まれた地殻変動抑止用の巨大な杭、パイルバンカーを日々抜いている。レントンに「人間は大地に生かされている」、「強い風が吹いて大木が倒れても草木はまた立ち上がる」と説いた。
元軍人で、妻のマーサは戦場で出会った。マーサと結婚後に「僕の故郷を君に見せたい」として旅を始めるが、故郷は無数のパイルバンカーが林立して荒廃していた。マーサは絶望病にかかるが、ウィルはそこにマーサと共に住むことを決意し、現在に至る。
スパッド
小説版にのみ登場。ホランドとハップの幼馴染で、リフ仲間。
現在は病院の院長を務め、ホランドたちとの交流も続いている。彼の病院に絶望病の患者が増え始めていることが気がかりになっている。

## 登場メカニック

### ニルヴァーシュ
物語の中心となる二体のLFO。その名が示す通り、始まりと終わりを司る。
ニルヴァーシュ type ZERO（通称 ニルヴァーシュ）
エウレカとレントンの搭乗機。世界最古のLFOゆえにtype ZEROという。
単座式が多いLFOの中では珍しく、左右に座席が並んだ複座機。外観は白地に赤いラインのカラーリング。
使用する武装はブーメランナイフ×2。SOF所属時代は大型のビームライフルを装備していた（PS2『アナザーセンチュリーズエピソード3』では隠し武器として使用できる）。当機の専用リフボードは名工の手によるもので、旧型機ながらその飛行速度はターミナスシリーズを凌駕する。
F-1に登場するようなレーシングカータイプのビークル形態に変形可能でその際、リフボードはリアウイングに変形する。
レントンがコンパク・ドライヴと「アミタ・ドライヴ」を装着し、「セブンスウェル」現象を発生させた。
ニルヴァーシュ type ZERO spec2
ニルヴァーシュ type ZEROのスペックアップ機。
アーキタイプの成長に伴い、機体を全面リニューアルした。グレッグの助言に基づき、新たに高速飛行形態への変形機構が追加された。主にメイン操縦をレントンが、高速飛行形態の操縦をエウレカが行う。
武装は2本のブーメランナイフ。リング状の七色の光「チャクラ」を使い、LFOのアーキタイプを傷つけずに機械部分のみを破壊する攻撃法「セブンスペクトラム」の使用が可能。アクセルが作成した専用ボードは肩部に分割して装着することができ、高速飛行形態時は機首となる。
ニルヴァーシュ type ZERO spec3
ニルヴァーシュ最終にして最強の形態。
エウレカを想うレントンの叫びにニルヴァーシュが反応、アーキタイプと備え付けられた機械類が融合し顕現した。LFOらしからぬ有機的なフォルムが特徴で意志を持ち言葉を喋る。コックピットから操縦桿などの操作機器は消失し、全方位モニターで囲まれている。操縦者の体を支持するリング状のアーチが配され、操縦者の動きにシンクロした動作をとる。自らトラパー粒子を放出し、リフボードなしでの超高速飛行が可能。左右の瞳の色が異なるが、左目はレントンの瞳の色に、右目はエウレカの瞳の色に対応している（劇中、レントン単独で乗った時は左目のみ、エウレカ救出後は両目とも点灯した）。
武装は胸部に備えた大出力の、大口径トラパルザー砲一門。

ニルヴァーシュ type the END（通称 ジ・エンド）
塔州連邦軍、アネモネ機。LFO技術の集大成にして最強のKLF。表向きは単に軍事用だが、実はデューイが推し進める「アゲハ構想」の基幹を担う存在。
機体色は黒、腹部関節と肩部のレーザー砲門の部分は赤。戦闘性能は極めて高い。アーキタイプはニルヴァーシュと非常に似ている。専用リフボードは左右に分離してスキーのように滑空できる特殊な仕様。
武装は両腕に収納された2本のブレード、有線リモートでオールレンジ攻撃が可能な大型クロー2基、屈曲しながら敵を追尾するホーミングレーザー18門×3基、胸付近にある2門のトラパー波放射特殊兵器「バスクード・クライシス」（相手の心身にダメージを与える）。またトラパー波拡張機構を備えたモンスーノ type VC106機と共同で膨大なトラパー波を圧縮・反転させ、広域に球状の高エネルギーを放射する対コーラリアン兵器「バハルックスウェル」が使用できる。腕のクローの代わりにオラトリオNo.8の照準ビーコンとなるドリルミサイルの装備も可能。
本機のベース機はtB303で、特異な形状、腕の位置、足の大型ホイールやコックピット、バーニアの位置など、多く名残を残している。
type ZEROとの最終決戦時には、自分の本当の気持ちを解き放ったアネモネに呼応して覚醒、禍々しかった外装から白銀色のボディカラーに変化し、目の色も赤から慈愛に満ちた穏やかな緑色の目になった。

### ターミナス
塔州連邦軍の特殊機動部隊専用に開発、先行配備されていた汎用LFO。「type R」とは、特殊機動部隊に正式採用されたモデルであることを意味している。
かつて塔州連邦軍の次期正式採用機候補としてモンスーノシリーズと競い合った。高出力・高機動だが、限られた人間にしか扱えず、正式採用の座をモンスーノに奪われた。アニメ内では、主にゲッコーステイトのLFO（ニルヴァーシュを除く）として活躍している。なお、設定上ターミナス系統の発展型であるスピアヘッドも本項にて記載する。
ターミナス type B303 デビルフィッシュ（通称 TB303-サン・マル・サン- or　デビルフィッシュ）
ホランドの搭乗機。ターミナスシリーズ最初期の機体。「人型機動マシン黎明期における負の遺産」と呼ばれる。
機体色はシルバーで、カメラアイは赤。3つの短い角が付いた禍々しい悪魔のような顔つきが特徴。搭乗時には専用のヘッドギアを着用する。
リミッターが存在しない初期型CFSが標準搭載され、超絶的なマニューバを繰り出す。しかし操縦には大量の薬物（神経系覚醒薬物・睡眠促進剤など）投与が必要で、強力な運動性能と引き替えに操縦者の心身を蝕む。凄腕ライダーでも手におえない代物で、開発データをジ・エンドに引き継いだ後は、開発元のトレゾア技研に封印された。
射撃戦に特化し、大きく張り出した背面のバックパックに通常のロングレンジレーザー砲2門、ホーミングレーザー8門を装備。両腕には格闘戦用のブレードを備える。他のLFOより大型のリフボードを使用し、分割して腰に装着できる。内蔵された高出力バーナーによる大気圏外の飛行も可能。
49話におけるデューイとの最終決戦の際、銀河号に特攻、共に大破する。
ターミナス type R505〈SOF機〉（通称 505-ゴー・マル・ゴ- ）
塔州連邦軍の特殊機動部隊SOFに配属されていたKLF。軍が正式採用した最初のターミナスシリーズ。
機体色はインディゴ。軍所属時代のホランドが搭乗。主力KLFの座をモンスーノに譲ったため、アニメでは回想でのみ登場する。
本来はエウレカセブンのゲーム版主役機で、PlayStation 2用ソフト『TR:1 NEW WAVE』では主人公サムナ・スタージョンが色違いの同機種を愛用している。同ゲーム中ではSOF時代のホランドも当機を駆る。その続編『NEW VISION』でもサムナは同機を最新機器によりカスタマイズしたターミナス type R505改に搭乗する。 漫画版ではゲッコーステイトと戦闘を繰り広げる。
ターミナス type R606（通称 606-ロク・マル・ロク- ）
ゲッコーステイト、マシュー機。前衛担当。元は塔州連邦軍が、2番目に正式採用したターミナスシリーズ。
機体色は橙。月光号艦載機ではニルヴァーシュと並ぶ複座機（人為的に作製）で、戦闘使用以外にも幅広く使用されている。頭部パーツがなく、コックピットが頭部の位置に配されている。他のターミナスに比べ装甲がやや薄いが、軽量化によって稼働時間と機動力を向上させることでカバーしている。
武装は2本のブーメランナイフと、腕部装着式レーザーライフル。
ターミナス type R808（通称 808-ハチ・マル・ハチ- ）
ゲッコーステイト、ヒルダ機。後衛としての支援担当機。元は塔州連邦軍が3番目に正式採用したターミナスシリーズ。
機体色は水色。背部ユニットに二連装ロングレンジレーザー砲（遠距離攻撃用）を装備し、type R中で最大の火力を持つ。その分電力の消費も激しく、稼働時間がやや短い（作中でもゲッコーステイトの所有LFOで出撃回数が最少）。
武装は2枚のフリスビーカッターと、背部ユニット左に二連装ロングレンジレーザー砲1門を装備。
ターミナス type R909（通称 909-キュウ・マル・キュウ- ）
ゲッコーステイト、ホランド機。遠近両対応のできる汎用機。元は塔州連邦軍が4番目に正式採用したターミナスシリーズ。ターミナスシリーズの最終機。
機体色は赤紫。背部ユニットに搭載されているロングレンジレーザー砲の連装数を減らし、簡略化することでtype R808の欠点であった稼働時間の短さを改善した。ゲッコーステイトの所有LFOで唯一CFSを搭載している。
高性能だが、乗りこなすのに優れた操縦技術が必要とされているターミナスシリーズの中でも特にピーキーな機体。本来は前衛担当機として購入したが、前衛のマシューが敬遠したため、実質ホランド機と化している。
武装は2本のブーメランナイフと背部ユニット左にロングレンジレーザー砲1門を装備。
42話でジ・エンドに破壊された。その特徴的な頭部から、アネモネに「ブサイクさん」と言われた。
スピアヘッド SH-101
ビームス夫妻の所有機（軍から退職金代わりに譲り受けた）。青がチャールズ、赤がレイの機体。元は塔州連邦軍SOF専用に開発されたターミナスの発展試作機。
操縦系統はターミナス系の設計を受け継いでいる。スカート部分とアーム部分に組み込まれた特殊な飛行モジュール「サーカス・マニューバ」を展開してトラパー波をとらえ、リフボードなしで飛行できる。その他、カメラアイを6つ有するなど、他機に見られない独自の開発思想が盛り込まれている。高い基本性能を誇るが、ホランドの叛乱によるSOF解体に伴い生産が中止されたため、ビームス夫妻の所有する2機のみが現存している。
武装は両腕部の内蔵式ソードと背面ユニットに装備された誘導爆弾。名前の通り頭部には近接戦用の刺突武器スピアを装備。また、本体装甲上をフレキシブルにスライド移動する小口径レーザー砲4基を備える。
第28話では白鳥号からのリモートによる無人操縦で激しい戦闘を行い、月光号に多大な損傷を与えたが、両機ともホランドの乗る909のロングレンジレーザーをうけ大破した。

### モンスーノ
塔州連邦軍の正式なKLFシリーズ。同じ正式採用候補であったターミナスシリーズよりも出力と機動性が劣るが、火力・装甲・CFSによって補っている。
モンスーノ type MS10 / MS20
塔州連邦軍の現行主力KLF。機体色はネービーブルー。
LFOとしては大型サイズで、火力と耐久性に優れる。比較的安全なCFSが標準搭載されており、KLFライダーを一定の実力を持たせつつ増員させることに成功させている。
武装はブーメランナイフ2本、サドルマガジン式マシンガン、左右ショルダー・アーマーに固定の小型レーザー砲各1基、背部ユニットに2連装ミサイルポッドを上下2基の左右4基、計8発装備のtype MS10、左腕側のミサイルポッドをロングレンジレーザー砲に換装した重装備型のtype MS20がある。
モンスーノ type VC10
アゲハ隊に配備された特殊装備KLF。モンスーノシリーズの最新機。
機体色は白。武装は背部ユニットに収納可能になったミサイルポッドを左右に9基、合計18基装備。両腕部の肘部分は前方に展開することでレールガンとしての使用が可能。胸部には「バハルックスウェル」の放射範囲を拡げる「トラパー波放射口」が2基ある。また両脚の底部のサイドパネルを展開するとカンジキのように面積が広がりリフボードなしでの飛行が可能。

### 航空機
AFX
デューイの勅令によりトレゾア技研が開発した遠隔操作型爆撃機。
地殻貫通弾“オレンジ”を大地に打ち込みスカブ・コーラルのコア、司令クラスターの位置を探索するために使用された。

### 空船
本作の世界で、船舶は空を飛ぶ空船。この世界の軍艦は基本的に空軍に所属し、海軍は存在しない（陸軍は存在する）。一般的な空船の飛行原理は、リフレクション・フィルムを表面に貼り付けた翼がトラパーの反発力を受けて揚力と推力を得るというもの。リフに用いるリフボードも同様の原理で滑空しており、それらの航跡には細い帯状の発光現象がみられる。
月光号 SL-1200MkII
ゲッコーステイトの空船。正式名・人民解放軍最新鋭戦闘強襲母艦月光号。塔州連邦軍巡洋艦SL-1200シリーズの2番艦。
軍上層部にすら極秘裏に開発された特殊部隊用の最新鋭艦。約3年前にホランドらが奪取する。それ以降、ゲッコーステイトのメンバー達にとって生活の場で、コンビニや大浴場、各自室も完備する。
船体色は白地に黄緑。ロケットブースターにより大気圏外を高速航行する弾道飛行、トラパー・レーダーによる索敵を無力化するステルス装置のコンパク・インターフェアレンサー（CIF）といった特別な機能を有する。武装は3連装トラパルザー砲×2基（主砲）、ミサイル垂直発射管24本×4基、大型ミサイル発射管2基。LFO母艦としての運用機能もある大型艦だが、戦闘時にはバレルロールや宙返りも行えるなど、サイズに見合わないほどの高機動艦である。
白鳥号 SL-1200MkI
ビームス夫妻の母艦。元は塔州連邦軍の軍艦で月光号のプロトタイプ。
月光号に比べて細身でやや小型。船体色は白地にセイロンブルー。
劇中で使用された武装は連装機関砲2基のみ。ビームス夫妻の所有機、スピアヘッドを収納するためのハッチを2箇所持つ。小型艇をドッキングするためのドッキングユニットも備えており、月光号と同型である。高速飛行モードでは、4基のロケットエンジンの吸気口とノズルを開放させ、加速する。操縦はソフトウェアの自動操縦か、レイ1人で行われる。
銀河号
塔州連邦軍の銀河艦隊旗艦。アゲハ隊の搭乗艦。
全長1555m、全幅700mを誇る錐型の超巨大戦艦で、船体色は橙色。武装はホーミングレーザー10門、地上爆撃用の爆雷のほか、月光号の主砲をも跳ね返す強力なバリアを発生させ、レーザーによるオールレンジ攻撃を行う最新鋭小型遠隔無人兵器のビットを配備する。艦載KLFはニルヴァーシュ type the END1機とモンスーノ type VC10数機を配備。艦橋は通常デューイが指揮を執っている艦橋のほか、第三艦橋まで存在する。
イズモ艦（暁型護衛艦）
塔州連邦空軍の主力となる空中戦艦。ユルゲンス率いるイズモ隊の旗艦でもある。全翼型の空船。
イズモ隊の所属艦は黒い船体色に同隊の識別マークである赤のラインが施されている。武装はレーザーキャノン2基、ミサイル発射管8本×2基、爆雷発射機20発×2基、2連装機関砲×4基、地上爆撃用の自由落下爆弾（焼夷弾）多数。
スーパーイズモ艦
トレゾア技研で大幅な改装を施した、イズモの改造艦。全長は月光号の1.5倍ほどにもなる。
船体色は深紅。巨大なユニットの前方部にイズモ艦の船体を接合したシルエットで、艦のサイズは格段に大型化した。格納庫の増床、ブースター、ホーミングレーザーが追加され、月光号並みの巡航速度と同艦の5倍の火力を誇る。

## 用語

### 組織
ゲッコーステイト
最新鋭巡洋艦・「月光号」を駆る神出鬼没の空賊。リーダーはホランド。秀でたリフボーダーである彼やエウレカは、通常目には見えないトラパーの流れを読むことが出来る。自ら雑誌「ray=out」を出版し、リフやファッションの記事で注目を集めると同時に政府が隠蔽しようとする事実について民衆を啓蒙する。
およそ3年前、元軍所属だった者たちが離反し反政府活動を開始、そこへ彼らの活動に共感した若者が集い、現在のゲッコーステイトを作り上げる。「賞金目的でリフはしない」という、カリスマ集団らしいポリシーを持つ。しかしその内実は、困窮する財政を支えるための危ない仕事や軍との戦闘に明け暮れ、満足にリフをする機会すらないという状況。
エウレカ、ホランド、タルホ、ケンゴー、ミーシャらは軍（軍属）出身。モーリスら幼い戦災孤児から老年と思われるゴン爺まで老若男女が所属する。またメンバー同士で複数のカップルも存在する。
| 種類 | 機体                                  | 備考                                                      |
| ---- | ------------------------------------- | --------------------------------------------------------- |
| 空船 | 月光号                                | ゲッコーステイトの本拠                                    |
| LFO  | ニルヴァーシュ type ZERO              | レントン、エウレカ機 spec2・spec3へとスペックアップされる |
| LFO  | ターミナス type B303 デビルフィッシュ | 2体目のホランド機                                         |
| LFO  | ターミナス type R606                  | マシュー機                                                |
| LFO  | ターミナス type R808                  | ヒルダ機                                                  |
| LFO  | ターミナス type R909                  | ホランド機。42話で大破                                    |
塔州連邦軍
惑星全土を統治するプレッジオ塔州連邦の中央政府軍。8話で軍のトップである「穏健派のクライトン将軍」が事故に遭ったことが言及される。賢人会議は、顕在化する惑星自体の危機に対処するため、幽閉中だったデューイ・ノヴァク中佐を大佐に昇進させると同時に軍務に復帰させた。軍の指揮官となったデューイは人類の運命をも巻き込みつつ、セカンド・サマー・オブ・ラブという最終目的を目指して邁進する。
かつては特殊機動部隊（SOF）が存在したが、ホランド、エウレカらの脱退で解散した。

| 種類        | 機体                        | 備考                                       |
| ----------- | --------------------------- | ------------------------------------------ |
| 空船        | 銀河号                      | 銀河艦隊旗艦。アゲハ隊の搭乗艦             |
| 空船        | イズモ艦                    | ユルゲンス率いるイズモ隊の旗艦（後に離脱） |
| 航空機      | AFX                         | 遠隔操作型爆撃機                           |
| LFO （KLF） | ニルヴァーシュ type the END | アネモネ機                                 |
| LFO （KLF） | モンスーノ type MS10 / MS20 | 塔州連邦軍の現行主力KLF                    |
| LFO （KLF） | モンスーノ type VC10        | アゲハ隊に配備された特殊装備KLF            |
賢人会議
塔州連邦政府の最高権力機関。構成員3人を『三賢人』という。
普段は衛星軌道上の宇宙ステーションに住み、軌道エレベーターで地上と行き来する。
ノヴァク財団
デューイ・ノヴァクが率いる財団。ワルサワの研究施設で絶望病の少女達を集め、薬物を投与して患者の意識を一時的に取り戻す実験を行う。アネモネもかつてはここにいたらしい。
ヴォダラク
宗教都市シウダデス・デル・シエロを拠点とする宗教組織。信仰対象はヴォダラク神。
「ヴォダラク」自体は状態を表す言葉であり、同じ思想を持つ人々が集まって出来た組織を指す「ヴォダラク派」がそのまま呼称に定着した。連邦政府に弾圧されており、過激派はテロ行為をも辞さない。そのため、かつてのホランドをはじめヴォダラクをテロ集団とみなす者も多い。

### 地名・施設
トレゾア技術研究所
トレゾア技研。所長はモリタ。塔州連邦軍の主要な開発拠点の一つ。かつてアクセルも所属した。
かつて地中から発掘された可動骨格、アーキタイプを元にLFOを発明した。その世界初のLFOがニルヴァーシュである。しかし同機はエウレカ以外の操縦を受け付けず、同施設では彼女の研究も同時に行っていた。
ベルフォレスト
レントンの生まれ育った町。
ワルサワ
内戦が行われた町。別名ジョイ・ディヴィジョン。
アネモネが現れた町。ユルゲンスはここで妻子を失った。アゲハ隊の出身地。ノヴァク財団はここで絶望病の少女たちに対して人体実験を行っていた。
シウダデス・デル・シエロ
ヴォダラクの宗教都市。かつてホランドやエウレカたちが破壊した街。 メーテル、モーリス、リンクの出身地。
ここに来る人々に選択を迫る街とされている。軍は廃墟となった街に対して定期的に空爆を行っている。
サリサオルネ
コーラリアンによって大きな被害を受けた町。
ハッシェンダ
廃墟となった発掘現場。
キャピトル・ヒル
首都。周囲を水で囲まれている。
ヴォダラ宮
ヴォダラクの総本山。

### 技術・兵器
LFO（ライト・ファインディング・オペレーション）
本作品世界における全高十数mの巨大な人型機動マシンの総称。地中から発掘された人型の天然パーツアーキタイプを骨格にとして操縦系統と装甲、武装を施したもの。通例その操縦者は「パイロット」ではなく「ライダー」と呼称される。
リフにヒントを得て開発されたボード型の飛行ユニットを使用して、空中での高機動運動が可能。地上走行形態であるビークル・モードへの変形機構を有する機体も多い。
本作では「ニルヴァーシュ」「ターミナス」「モンスーノ」など、後述の大型ロボットが空中でサーフィンをしながら戦闘を繰り広げる。
KLF（クラフト・ライト・ファイター）
軍用LFOの総称。
一般兵用の量産型には、操縦支援用技術であるコンパク・フィードバック・システム（CFS）を備える。CFS中に蓄積された操縦データがコンパク・ドライヴ経由でライダーの意識にフィードバックされることによって、本来は高度な技能を要するLFO戦闘が一般兵にも可能となった（ただし、CFS導入後のライダーは宇宙服のような特殊スーツを着用せねばならなくなった）。

コンパク・ドライヴ
この世界において、人間が操縦する機械を動かすのに必要な小型装置。
LFOのコックピットにも同装置を装着するためのソケットが設けられている。
アミタ・ドライヴ
コンパク・ドライヴの拡張パーツ。

### コーラリアン関連
コーラリアン
星に住まう謎の生命体。
作品序盤、サウスアイレス上空に出現した巨大な雲「クテ級コーラリアン」のことを指す。ホランドがこの名で呼んだのが初出となり、以降物語の鍵を握っていく存在となる。
漫画版では突然変異生物である描写がなされている。
クテ級コーラリアン
巨大な雲状の存在。“空”中に“停”止していることから「クテ級」と呼称される。
トラパーが濃いため接近は困難。周囲ではレーザーが曲がるなど異様な環境を作り出す。地上では深刻な災害が引き起こされる。コーラリアンのゾーンの中では悪夢のような体験をする。
抗体コーラリアン
デューイによって大地に打ち込まれた地殻貫通弾オレンジで、初めてその姿が確認されたコーラリアンの一種。
スカブが甚大なダメージを受けると大量に出現し、人間の白血球や抗体と同じように防衛本能として活動する。クテ級を中心に大挙して出現、その一帯に存在する対象を無差別に攻撃することからその名前が付けられた。色や大きさ、形などは様々で、戦艦に比する大きさの個体から、人の顔と同程度の大きさの個体まで多岐にわたるが、いずれの個体も泳ぐように自在に空を舞い、大きな瞳を持つのが特徴。
攻撃方法としては、空間ごと切り取る攻撃（例えば住居の一角を球状に消失させるなど）が中心だが、大型の一個体などは口を開けるように身体を展開させ、そこから無数のレーザーのようなものを放つ攻撃も見せた。
その戦闘力は大型の一個体ならば軍の戦艦を多数撃沈できるほどであり、他の個体もKLFを容易に撃墜していたことから、その数と相まって非常に高いことが窺える。
しかしその一方で、アネモネの駆るジ・エンドやフォーメーション・ガグンドゥーラからのバハルックス・ウェルでは一掃されており、個々としては特別高い防御力を持ってはいない。
さらに、抗体コーラリアンが活動できるのは出現から1246秒の間だけであり、活動時間を過ぎると脆い石のように変化して活動を停止してしまう。
ヒト型コーラリアン
人類との対話と観察のために送り出された存在。サクヤとエウレカが対話目的、ゴンジイが観察目的で送り出された。

トラパー
Transparent Light Particle（トランサパランス・ライト・パーティクル）の略であり、直訳すると透過性光粒子という意味の特殊粒子。
スカブ・コーラル
地表を覆うサンゴのような物質。単にスカブとも呼ばれる。
アゲハ構想
コーラリアン殲滅を目論む計画。発案者はアドロック・サーストン。
後にコーラリアンの意思を理解したアドロックは計画を撤回するが、彼の死後にデューイらに引き継がれる。

### その他の用語
リフレクション
通称リフ。トラパーの波を読み、リフボードに乗って空中を滑空するスポーツ。
若者に人気だが起源は古い。かつて地球で行われていたサーフィンと似ているとされている。LFOの滑空にも利用されている。
セブンスウェル
持続時間は1246秒で、その間は虹色の光柱を発生させながら周囲のトラパー領域が反転、当該領域内においてニルヴァーシュは鬼神のごとき無敵の破壊力を発揮する。発現地付近ではスカブの大地が大量の塩の塊と化した。
クダンの限界
情報量子学上の理論。物理宇宙の崩壊。
この星における知的生命体の総量は予言される限界値を既に超えており、知的活動の局地的飽和が物理宇宙の崩壊を引き起こす可能性があるという。
絶望病
コンパク・ドライヴを見つめ続け、他に何の活動も行わなくなってしまう病気。
本人ではなく周囲の人が絶望するためにこのような名称になった。
ポロロッカ
グレートウォールの結界を一時的に反転させる現象。
サマー・オブ・ラブ
トラパーの異常発生による大災害。
十数年前、塔州連邦軍はニルヴァーシュとアミタ・ドライヴを用いて、セブンスウェルを人為的に発生させる実験を行った。しかし、失敗して「サマー・オブ・ラブ」が発生し、アドロックがアミタ・ドライヴの接続を解除することで現象の発生を食い止めた。しかし、アドロックはスカブコーラルに精神を取り込まれて蒸発、民衆からは人類を救った英雄とみなされるようになる。
セカンド・サマー・オブ・ラブ
デューイが目的とする「サマー・オブ・ラブ」の再来。

オラトリオNo.8
トラパーの影響が及ばない大気圏外の巨大衛星兵器。

## スタッフ
- 原作 - BONES[注 25]
- 監督 - 京田知己
- シリーズ構成 - 佐藤大
- キャラクターデザイン - 吉田健一
- メインメカニックデザイン - 河森正治
- コンセプチュアルデザイン - 宮武一貴
- メインアニメーター - 吉田健一[注 26]、中田栄治
- 特技監督 - 村木靖
- 美術監督 - 永井一男
- 美術監督補 - 森川篤
- 色彩設計 - 水田信子
- デザインワークス - 武半慎吾、コヤマシゲト、柳瀬敬之、出渕裕、中田栄治
- 撮影監督 - 木村俊也（T2studio）
- デジタルディレクター - 瓶子修一
- 音楽 - 佐藤直紀
- 音響監督 - 若林和弘（フォニシア）
- プロデューサー - 諸冨洋史、丸山博雄、稲垣浩文、湯川淳、中山浩太郎
- 制作 - ボンズ
- 製作 - 毎日放送、Project EUREKA[注 27]、ボンズ

## 主題歌

### オープニングテーマ
「DAYS」（第1話 - 第13話）
歌 - FLOW / 作詞 - KEIGO HAYASHI、KOHSHI ASAKAWA / 作曲 - TAKESHI ASAKAWA / 編曲 - FLOW&Seiji Kameda
「少年ハート」（第14話 - 第26話）
歌 - HOME MADE 家族 / 作詞・作曲 - KURO、MICRO、U-ICHI / 作曲・編曲 - Takahiro Watanabe
「太陽の真ん中へ」（第27話 - 第39話。ただし、第33話は無し）
歌 - Bivattchee（ビバッチェ） / 作詞・作曲 - 堤晋一 / 編曲 - ビバッチェ、小倉健二
サビ部分のアネモネの表情が数話ごとに差し替えられている。
「sakura」（第40話 - 第50話）
歌 - NIRGILIS（ニルギリス）バックコーラス（アメージンググレイス）堀澤麻衣子
作詞 - 岩田アッチュ / 作曲 - 栗原稔、岩田アッチュ、伊藤孝氣 / 編曲 - ニルギリス

### エンディングテーマ
「秘密基地」（第1話 - 第13話、第26話）
歌・作詞・作曲 - 高田梢枝 / 編曲 - TOMI YO
「FLY AWAY」（第14話 - 第25話）
歌・作詞・作曲 - 伊沢麻未 / 編曲 - 安部潤
「TIP TAPS TIP」（第27話 - 第39話）
歌 - HALCALI / 作詞 - U / 作曲・編曲 - 田中ユウスケ
「Canvas」（第40話 - 第50話）
歌・作詞・作曲 - COOLON / 編曲 - MIne-Chang

### 挿入歌
「STORYWRITER」（第1話、第2話、第6話、第10話、第15話、第26話、第33話、第39話）
歌・編曲 - SUPERCAR / 作詞 - いしわたり淳治 / 作曲 - 中村弘二
「秘密基地」（第13話）
「疾走する魂」(第19話、第20話)
「DAYS」（第32話）
「太陽の真ん中へ」（第33話）
「sakura」（第50話）
歌 - NIRGILIS / 作詞 - acchu iwata / 作曲 - minoru kurihara , acchu iwata , ko-ki ito / 編曲 - NIRGILIS
「虹」（第50話）
歌 - 電気グルーヴ、五島良子 / 作詞・作曲 - 石野卓球

## 各話リスト
「サブタイトルの由来」の出典は特筆のない限り、Psalm of Planets Eureka seveN DICTIONARYによる。
| 話 数 | サブタイトル                         | 脚本       | コンテ          | 演出              | 作画監督 （メカ作画監督）                              | 放送日         | サブタイトルの由来                                                                                  |
| ----- | ------------------------------------ | ---------- | --------------- | ----------------- | ------------------------------------------------------ | -------------- | --------------------------------------------------------------------------------------------------- |
| 1     | ブルーマンデー                       | 佐藤大     | 京田知己        | 宮地昌幸          | 吉田健一 （中田栄治）                                  | 2005年 4月17日 | ニュー・オーダーの同名の曲                                                                          |
| 2     | ブルースカイ・フィッシュ             | 佐藤大     | 京田知己        | 村田和也          | 倉島亜由美 （中田栄治）                                | 4月24日        | -                                                                                                   |
| 3     | モーション・ブルー                   | 佐藤大     | 京田知己        | 佐藤育郎          | 小平佳幸 （大塚健）                                    | 5月1日         | -                                                                                                   |
| 4     | ウォーターメロン                     | 佐藤大     | 阿保孝雄        | 阿保孝雄          | 真庭秀明 （飯田悟） （前田清明）                       | 5月8日         | ハービー・ハンコックの楽曲 『ウォーターメロン・マン』                                               |
| 5     | ビビット・ビット                     | 野村祐一   | 村田和也        | 横山彰利          | 水畑健二 （大塚健）                                    | 5月15日        | -                                                                                                   |
| 6     | チャイルドフッド                     | 大河内一楼 | 難波日登志      | 松尾慎            | 田中将賀                                               | 5月22日        | ジェフ・ミルズの同名の曲                                                                            |
| 7     | アブソリュート・ディフィート         | 菅正太郎   | 宮地昌幸        | 伊藤秀樹          | 伊藤秀樹 （大塚健）                                    | 5月29日        | -                                                                                                   |
| 8     | グロリアス・ブリリアンス             | 大野木寛   | 橘正紀          | 吉本毅            | 堀川耕一 （ねこまたや）                                | 6月5日         | -                                                                                                   |
| 9     | ペーパームーン・シャイン             | 佐藤大     | 京田知己        | 村田和也          | 倉島亜由美 （前田清明）                                | 6月12日        | -                                                                                                   |
| 10    | ハイアー・ザン・ザ・サン             | 野村祐一   | 山本秀世        | 原口浩            | 真庭秀明                                               | 6月19日        | プライマル・スクリームの同名の曲                                                                    |
| 11    | イントゥー・ザ・ネイチャー           | 大野木寛   | 宮地昌幸        | 阿保孝雄          | 小平佳幸 （中田栄治）                                  | 6月26日        | ハードフロアの同名の曲                                                                              |
| 12    | アクペリエンス・1                    | 佐藤大     | 寺東克己        | 佐藤育郎          | 田中将賀                                               | 7月3日         | ハードフロアの楽曲 『アクペリエンス 1』                                                             |
| 13    | ザ・ビギニング                       | 野村祐一   | 宮地昌幸        | 吉本毅            | 佐々木敦子 石田可奈 （ねこまたや）                     | 7月10日        | デリック・メイの同名の曲                                                                            |
| 14    | メモリー・バンド                     | 佐藤大     | 京田知己        | 水畑健二          | 水畑健二                                               | 7月17日        | ロータリー・コネクションの同名の曲                                                                  |
| 15    | ヒューマン・ビヘイヴュア             | 菅正太郎   | 山本秀世        | 山本秀世          | 伊藤秀樹 （大塚健）                                    | 7月24日        | ビョークの同名の曲                                                                                  |
| 16    | オポジット・ヴュー                   | 小中千昭   | 山本沙代        | 山本沙代          | 堀川耕一 杉浦幸次 （ねこまたや）                       | 7月31日        | |
| 17    | スカイ・ロック・ゲート               | 大野木寛   | もりたけし      | 原口浩            | 真庭秀明                                               | 8月7日         | 日本神話 『天岩戸』の英直訳                                                                         |
| 18    | イルコミュニケーション               | 菅正太郎   | 村田和也        | 村田和也          | 倉島亜由美 （前田清明）                                | 8月21日        | ビースティー・ボーイズのアルバム 『イル・コミュニケーション』                                       |
| 19    | アクペリエンス・2                    | 野村祐一   | 京田知己        | 佐藤育郎          | 松島晃 （長谷部敦志）                                  | 8月28日        | ハードフロアの楽曲 『アクペリエンス 2』                                                             |
| 20    | サブスタンス アビューズ              | 大河内一楼 | 宮地昌幸        | 金子伸悟          | 小平佳幸 （大塚健）                                    | 9月4日         | F.U.S.Eの楽曲 『サブスタンス・アビューズ』                                                          |
| 21    | ランナウェイ                         | 大野木寛   | 寺東克己        | 森高登            | 佐々木敦子 石田可奈 （ねこまたや）                     | 9月11日        | ニューヨリカン・ソウルの同名の曲                                                                    |
| 22    | クラックポット                       | 佐藤大     | 寺東克己        | 伊藤秀樹          | 水畑健二 （前田清明）                                  | 9月18日        | プラスティックマンの同名の曲                                                                        |
| 23    | ディファレンシア                     | 菅正太郎   | 阿保孝雄        | 阿保孝雄          | 堀川耕一 小森高博 （杉浦幸次）                         | 9月25日        | 坂本龍一の楽曲 『differencia』                                                                      |
| 24    | パラダイス・ロスト                   | 野村祐一   | もりたけし      | 原口浩            | 真庭秀明                                               | 10月2日        | 坂本龍一の楽曲 『Paradise lost』                                                                    |
| 25    | ワールズ・エンド・ガーデン           | 大野木寛   | 村田和也        | 村田和也          | 長谷部敦志 富岡隆司                                    | 10月9日        | いとうせいこうの同名の小説                                                                          |
| 26    | モーニング・グローリー               | 大河内一楼 | 宮地昌幸        | 宮地昌幸          | 吉田健一 倉島亜由美 （中田栄治）                       | 10月16日       | オアシスの同名の曲                                                                                  |
| 27    | ヘルタースケルター                   | 佐藤大     | 寺東克己        | 岩崎太郎          | 菅野宏紀 （大塚健）                                    | 10月23日       | 岡崎京子の同名の漫画                                                                                |
| 28    | メメントモリ                         | 野村祐一   | 難波日登志      | 佐藤育郎          | 伊藤秀樹 （金子秀一）                                  | 10月30日       | しりあがり寿の漫画 『瀕死のタウンガイド オーイ・メメントモリ』                                      |
| 29    | キープ・オン・ムービン               | 菅正太郎   | もりたけし      | 中村圭三          | 尾形健一郎 真庭秀明                                    | 11月6日        | ソウル・トゥ・ソウルの同名の曲                                                                      |
| 30    | チェンジ・オブ・ライフ               | 小中千昭   | 阿保孝雄        | 阿保孝雄          | 内田信也 阿保孝雄 倉島亜由美 （大塚健）                | 11月13日       | ジェフ・ミルズの楽曲 『チェンジズ・オブ・ライフ』                                                   |
| 31    | アニマル・アタック                   | 大野木寛   | 角田一樹        | 安斎剛文          | 伊藤嘉之 （富岡隆司）                                  | 11月20日       | 田中フミヤの楽曲 『Animal Attack』                                                                  |
| 32    | スタート・イット・アップ             | 野村祐一   | 村田和也 村木靖 | 村田和也          | 水畑健二 （前田清明） （中田栄治）                     | 11月27日       | ジョイ・ベルトラムの同名の曲                                                                        |
| 33    | パシフィック・ステイト               | 佐藤大     | 京田知己        | 金子伸悟          | 菅野宏紀 長谷部敦志 （大塚健）                         | 12月4日        | 808ステイトの同名の曲                                                                               |
| 34    | インナー・フライト                   | 清水恵     | 原口浩          | 原口浩            | 真庭秀明                                               | 12月11日       | プライマルスクリームの同名の曲                                                                      |
| 35    | アストラル・アパッチ                 | 菅正太郎   | 寺東克己        | 佐藤育郎          | 倉島亜由美 （大塚健）                                  | 12月18日       | URの同名の曲                                                                                        |
| 36    | ファンタジア                         | 野村祐一   | 山本沙代        | 鎌倉由実          | 木下裕孝 窪敏                                          | 12月25日       | コズミック・ベイビーの同名の曲                                                                      |
| 37    | レイズ・ユア・ハンド                 | 大野木寛   | 水島精二        | 伊藤秀樹          | 伊藤秀樹 （前田清明）                                  | 2006年 1月8日  | コーネリアスの楽曲 『Raise Your Hand Together』                                                     |
| 38    | デイト・オブ・バース                 | 佐藤大     | 寺東克己        | 小松田大全        | 柴田淳 内田信也 （中田栄治）                           | 1月15日        | 同名のバンドから                                                                                    |
| 39    | ジョイン・ザ・フューチャー           | 菅正太郎   | 菱田正和        | 泰義人            | 吉川真一                                               | 1月22日        | タフ・リトル・ユニットの同名の曲                                                                    |
| 40    | コズミック・トリガー                 | 大野木寛   | 村田和也        | 村田和也          | 水畑健二 （大塚健）                                    | 1月29日        | コズミック・ベイビーの同名の曲                                                                      |
| 41    | アクペリエンス・3                    | 野村祐一   | 坂本郷          | 原口浩            | 真庭秀明                                               | 2月5日         | ハードフロアの楽曲 『アクペリエンス 3』                                                             |
| 42    | スターダンサー                       | 清水恵     | 浦野康生        | 佐藤育郎          | 倉島亜由美 （前田清明）                                | 2月12日        | マイク・バンクスの同名の曲                                                                          |
| 43    | ザ・サンシャイン・アンダーグラウンド | 大野木寛   | 阿保孝雄        | 阿保孝雄          | 吉田健一 内田シンヤ スタジオアド 板垣敦                | 2月19日        | ケミカル・ブラザーズの同名の曲                                                                      |
| 44    | イッツ・オール・イン・ザ・マインド   | 菅正太郎   | 寺東克己        | 伊藤秀樹          | 伊藤秀樹 吉田健一                                      | 2月26日        | CJボーランドの同名の曲                                                                              |
| 45    | ドント・ユー・ウォント・ミー?        | 野村祐一   | 桑名郁朗        | 小松田大全        | 桑名郁朗 吉田健一 松島晃 小松田大全 （大塚健）         | 3月5日         | フェリックスの楽曲 『ドント・ユー・ウォント・ミー』                                                 |
| 46    | プラネット・ロック                   | 大野木寛   | 菱田正和        | 佐藤育郎          | 土岐義宏 内田信也 柴田淳 （大塚健）                    | 3月12日        | アフリカ・バンバータの同名の曲                                                                      |
| 47    | アクペリエンス・4                    | 菅正太郎   | 寺東克己        | 原口浩            | 真庭秀明                                               | 3月19日        | ハードフロアの同名の曲『アクペリエンス 4』                                                          |
| 48    | バレエ・メカニック                   | 野村祐一   | 村田和也        | 村田和也          | 倉島亜由美 （中田栄治）                                | 3月26日        | 坂本龍一の楽曲『Ballet Mécanique』 ジョージ・アンタイルの同名の曲 1924年 フェルナン・レジェ監督作品 |
| 49    | シャウト・トゥ・ザ・トップ!          | 佐藤大     | 京田知己        | 阿保孝雄          | 水畑健二 （前田清明）                                  | 4月2日         | スタイル・カウンシルの同名の曲                                                                      |
| 50    | 星に願いを                           | 佐藤大     | 京田知己        | 京田知己 佐藤育郎 | 千羽由利子 倉島亜由美 桑名郁朗 （中田栄治） （大塚健） | 4月2日         | 映画ピノキオの主題歌 『星に願いを』                                                                 |
| SP    | ニュー・オーダー                     | 野村祐一   | -               | 京田知己          | -                                                      | 2012年 4月6日  | 同名のバンドから                                                                                    |

本作は全50話であるが、最後の2話（第49話・第50話）は同日に連続で放送された。なお、実際に放送された最終回は初期構想と異なる結末を迎えた。その後、初期構想と本編映像をもとに再構成した第51話「ニュー・オーダー」が制作された。同作は2006年のイベント『SonyMusic Anime Fes.06』で上映、2012年4月に「『エウレカセブンAO』放送直前スペシャル」としてテレビ初放送された。

## 放送
本作のDVD版では最終3話の大幅なカット差し替えがされており（演出面の改変のみでシナリオに変更はない）、同DVD発売以降に各メディアでもDVD版の映像が用いられる。そのため本作再放送時の内容は、一部の映像・効果音がテレビ本放送時と異なる。第1話 - 第11話は、本放送と並行で毎日放送とTBSが深夜に放送していた。
インターネット上においてもテレビ放送と並行し、ストリーミング配信サービスのShow Timeでは各話が本放送の1日後に配信され、GyaOでは1クールが終わるごとに、また放送終了後には全50話が期間限定で無料配信された。
北アメリカではEureka seveNのタイトルでカートゥーン ネットワーク2006年4月15日より放送された。
BS11では2009年2月6日より『ANIME+』枠で23時30分 - 24時00分に放送、5月1日（第13話）からは2話連続（23時00分 - 24時00分）9月4日まで放送された。
2012年4月 - 11月に、続編『エウレカセブンAO』が、毎日放送（MBS）などで放送された。全24話。

### 日本国外での放送
- 香港 - アニマックス
- 台湾 - 衛視中文台、アニマックス
- 韓国 - アニマックス
- アメリカ - TOONAMI（アダルトスイム）
- カナダ - YTV
- スペイン - Catalán 3Xl
- フランス - Mangas
- ドイツ - アニマックス
- イタリア - MTV
- ポーランド - Hyper+

### 放送（SP）
| 放送地域   | 放送局       | 放送日        | 放送時間                     | 放送系列 |
| ---------- | ------------ | ------------- | ---------------------------- | -------- |
| 近畿広域圏 | 毎日放送     | 2012年4月6日  | 金曜 1:55 - 2:25（木曜深夜） | TBS系列  |
| 関東広域圏 | TBSテレビ    | 2012年4月7日  | 土曜 2:35 - 3:05（金曜深夜） | TBS系列  |
| 中京広域圏 | 中部日本放送 | 2012年4月12日 | 木曜 2:33 - 3:03（水曜深夜） | TBS系列  |

## 社会的評価
放送当時の視聴率は苦戦していたが、熱心なファンを獲得した。主人公レントンの成長物語、「泣けるアニメ」などとしても評価されている。
国外で人気のある日本アニメ作品の1つ。アメリカやフランスでは、第3期エンディング曲を担当したことからHALCALIの名前が浸透し、CDデビューした。
| 年     | セレモニー                         | 賞                                               | 対象                                 |
| ------ | ---------------------------------- | ------------------------------------------------ | ------------------------------------ |
| 2005年 | 第20回デジタルコンテンツグランプリ | 優秀賞                                           | 交響詩篇エウレカセブン               |
| 2005年 | 第10回アニメーション神戸賞         | 個人賞                                           | 吉田健一                             |
| 2006年 | 東京アニメアワード2006             | テレビ部門優秀作品賞脚本賞キャラクターデザイン賞 | 交響詩篇エウレカセブン佐藤大吉田健一 |
| 2006年 | Anime Expo 2006 SPJA Award         | 最優秀テレビ長編賞最優秀女性キャラクター賞       | Eureka seveNエウレカ                 |

## 劇場版
テレビシリーズ放送終了後、「交響詩篇エウレカセブン」シリーズの展開は長編の劇場版アニメ制作・上映を中心としている。

### 交響詩篇エウレカセブン ポケットが虹でいっぱい
2009年4月25日より公開。「別宇宙」を舞台に、もうひとりのレントンとエウレカの物語を描く。制作はボンズから制作委託されたアニメーションスタジオ・キネマシトラスが、配給は東京テアトルが担当。一部でTVシリーズの既存カットを使っている。

### ハイエボリューション3部作
「ハイエボリューション（Hi-Evolution）」と銘打たれた3部作が2017年より年1作ペースで随時公開中。スタッフは概ね各作で共通。配給は前作『ポケットが虹でいっぱい』の東京テアトルから、ショウゲートに変更された。

## 名称の由来
本節の出典は特筆のない限り、Psalm of Planets Eureka seveN DICTIONARYによる。
登場人物
- レントン・サーストン：小説・映画『トレインスポッティング』の主人公のマーク・レントン。及び、ロックバンド、ソニック・ユースのサーストン・ムーア
- エウレカ：1992年打ち上げのロケット「EURECA」から。作中に登場するロケット「EUREKA」とは綴りが異なる
- タルホ・ユーキ：漫画・アニメ『宇宙海賊キャプテンハーロック』の登場人物、有紀蛍（ゆうき けい）
- ムーンドギー：サーフィン映画『ギジェット』の主人公の恋人、ムーンドギー
- ウォズ：Apple Computer（現・アップル）創業者の1人、スティーブ・ウォズニアックの愛称から
- ミーシャ： モスクワオリンピックのマスコットキャラクター、こぐまのミーシャ
- モーリス、メーテル、リンク：童話『青い鳥』の作者、モーリス・メーテルリンク 。
- ユルゲンス：ドイツ人俳優、クルト・ユルゲンス
- アネモネ：小説『コインロッカー・ベイビーズ』の同名のヒロイン
- ダイアン：映画『トレインスポッティング』の同名のヒロイン
- ティプトリー：SF作家のジェイムズ・ティプトリー・Jr.。また、ティプトリーの台詞『たったひとつの冴えたやりかた』は代表作の一つ
- ウィリアム・B・バクスター：SF作家のスティーブン・バクスター
- グレッグ・ベア・イーガン：SF作家のグレッグ・ベアとグレッグ・イーガン
- ノルブ：映画『リトル・ブッダ』の同名の登場人物

（→「登場人物」へ戻る）
メカニック用語
- LFO：電子楽器の一種、低周波発信装置の略称LFO（Low Frequency Oscillator）
- KLF：イギリスのハウスユニット、KLF
- ニルヴァーシュ：仏教用語のニルバーナとアメリカのロックバンド、ニルヴァーナ 。
- モンスーノ MS10、MS20：コルグのシンセサイザー、MS-10とMS-20
- type R606、type R808、type R909：ローランドのドラムマシン、TR-606、TR-808、TR-909から
- SH-101：ローランドのシンセサイザー、SH-101から。作中メカ同様、このシンセには赤モデル、青モデルがある

（→「メカニック」へ戻る）
その他の用語
- サマー・オブ・ラブ：1967年アメリカの音楽ムーブメント、サマー・オブ・ラブ
- セブンスウェル：波のうねりを意味する英語"swell"
- ハッシェンダ、FAC51：イギリスにあったクラブの名称、ハシエンダと経営元のファクトリー・レコードにおける同クラブのカタログ番号、FAC51
- トレゾア：ドイツのハードテクノレーベルおよびクラブの名称、トレゾア。また、物語中で同所員が被るヘルメットのマークは同レーベルマークと同じ

## テーマ・作風
本作品のジャンルはSFロボットアニメに該当するが、公式ホームページ『PROJECT EUREKA』などに掲載されている作品紹介の中では、「フィロソフィー・フィクション」と表現している。放送はロボットアニメとしては近年珍しくなった4クール（1年間）連続というフォーマットで行なわれた。日曜朝7時という児童向け番組の放送時間帯であるが、戦闘シーンでは一部に残酷な描写もみられる。
本作品には、過去のアニメや映画作品、テクノ音楽などのサブカルチャーに対するオマージュ（パロディ）が多数見受けられる。他作品の台詞や場面を部分的に模倣するだけでなく、物語の設定やストーリー構成そのものにも大胆に取り込んでいる点が本作品の特色である。これに関してシリーズ構成の佐藤大はインタビューで「王道が大切だ、定番は全部やろう」と、その意気込みを語っている。劇中の台詞をはじめとする作品要素の引用元として、製作者、視聴者、アニメ評論家からは有名なアニメ・実写作品などの名前が挙がる。また、劇中に登場するキャラクターの名前やメカニック用語、各話のサブタイトルなどについても様々なジャンルから引用されたネーミングが多く見られる（各話リストまたは名称の由来を参照）。ニルヴァーシュtypeZEROの変形パターンは、河森がメカデザインを手掛けた特撮映画『ガンヘッド』（1989年）に登場するロボット・ガンヘッドのものを踏襲している。

## メディアミックス
本作品は製作委員会「Project EUREKA（プロジェクトエウレカ）」と協賛企業グループ「EUREKA Partners（エウレカ・パートナーズ）」によって、アニメの他に漫画、小説、テレビゲーム、ラジオ放送などのメディアミックス展開されている。なお漫画版・小説版については、アニメでの世界観や主な登場人物を共有しつつ、それぞれ異なるストーリーで構成されている。

### 漫画版
原作BONES。片岡人生（キャラクター作画、シナリオ）、近藤一馬（ロボット作画）共著。月刊少年エース（角川書店）2005年3月号から2007年1月号まで連載。プロジェクト中で最初に開始され、最後に完結した。単行本は角川コミックス・エースより全6巻。上記のアニメ版を基にしているが、一部の設定やストーリー展開が異なる。作中において死生観が強調されており、残虐描写も多い。なお、片岡と近藤の次回作である『デッドマン・ワンダーランド』には本作を題材にしたオマージュが取り込まれている。累計部数は150万部を突破している。
単行本
第1巻のみDVDが付属したカバー違いの限定版が発売されている。DVDの内容はTVアニメーション第1話、東京国際アニメフェア用プロモーション、その他コマーシャルを収録している。単行本にも一部加筆がある。
1. 2005年7月21日発売[注 30]、ISBN 4-04-713737-5
  - （限定版）2005年6月25日発売、ISBN 4-04-713728-6
2. 2005年10月5日発売、ISBN 4-04-713759-6
3. 2006年1月23日発売、ISBN 4-04-713783-9
4. 2006年5月23日発売、ISBN 4-04-713827-4
5. 2006年9月21日発売、ISBN 4-04-713859-2
6. 2006年12月21日発売、ISBN 4-04-713875-4

#### スピンオフ
ゲーム版のキャラクターの過去を描いた外伝的作品として『エウレカセブン グラヴィティボーイズ&リフティングガール』（貴月未来著）がある。また、深山フギンと大野木寛により51話「ニュー・オーダー」に基づくコミカライズ『交響詩篇エウレカセブン NEW ORDER』がコンプティークで連載された。両作品に関しては各当該項目を参照。

### 小説版
原作BONES。杉原智則著。イラストは岸和田ロビン。角川スニーカー文庫より全4巻。角川書店刊。アニメ版を原作としているが、世界観や登場人物の設定が大幅に変更されており、著者である杉原作品としての性格がより強く出ている。
単行本
1. 『交響詩篇エウレカセブン 1 BLUE MONDAY』2005年10月29日発売、ISBN 4-04-430005-4
2. 『交響詩篇エウレカセブン 2 UNKNOWN PLEASURE』2006年1月31日発売、ISBN 4-04-430006-2
3. 『交響詩篇エウレカセブン 3 NEW WORLD ORDER』2006年4月28日発売、ISBN 4-04-430007-0
4. 『交響詩篇エウレカセブン 4 HERE TO STAY』2006年5月31日発売、ISBN 4-04-430008-9

### ラジオ放送
エウレカセブン RADIO ray=out
テレビでの本放送に合わせ、毎週日曜23時30分から文化放送（1134khz）とMBSラジオ（1179khz）で放送。（2005年4月10日から2006年4月2日まで）BSデジタル放送のBSQR489にて毎週水曜20時00分からスタジオの静止映像等とともに放送された。パーソナリティは三瓶由布子と名塚佳織。
エウレカセブン 別冊 RADIO ray=out 袋とじ
パチンコCR交響詩篇エウレカセブン（西陣）の宣伝として、webラジオが配信された。パーソナリティは三瓶と名塚。
| 文化放送 日曜23:30-24:00枠          | 文化放送 日曜23:30-24:00枠                                  | 文化放送 日曜23:30-24:00枠                                  |
| 前番組                              | 番組名                                                      | 次番組                                                      |
| ----------------------------------- | ----------------------------------------------------------- | ----------------------------------------------------------- |
| BE YOURSELF （2005年1月2日-4月3日） | エウレカセブン RADIO ray=out （2005年4月10日-2006年4月2日） | .hack//G.U.RADIO ハセヲセット （2006年4月9日-2007年4月1日） |

### グッズ
本作品においては、劇中に登場するファッションを再現し販売することが予め企画されており、主人公レントンのジャケット「クリエ・リフライダー」やスニーカー「プラスエイト」のほか、ホランドがタルホに贈った「ジョン・ヘンリ」の指輪が商品化されている。

### パチンコ
- CR交響詩篇エウレカセブン（2009年、西陣）
- CR交響詩篇エウレカセブン spec2（2012年、西陣）
- CR交響詩篇エウレカセブン〜真の約束の地〜（2014年、西陣）

### パチスロ
- パチスロ交響詩篇エウレカセブン（2009年、サミー）
- パチスロ交響詩篇エウレカセブン2（2013年、サミー）
- パチスロ交響詩篇エウレカセブンAO（2017年、サミー）
- パチスロ交響詩篇エウレカセブン3（2019年、サミー）

### アバターアイテム
サミー777タウン、Mobage、Yahoo!モバゲー、ハンゲームではアバターの着せ替え用衣装を専用コンテンツとして販売。

### LINEスタンプ
バンダイナムコエンターテインメントが、テレビアニメ版のLINEスタンプを2015年12月に発売、HI-EVO（ハイエボリューションの略）版のLINEスタンプを2017年10月に発売。HI-EVO版はサウンド付きである。

## イベント
MBS ANIME FES.'05 大阪城エクスペリメント 真夏の夜の夢
2005年7月30日に大阪城西の丸庭園にて開催された観客15,000人規模の屋外ライブ。毎日放送主催の大型イベント「オーサカキング」の一環。
同局製作アニメ各主題歌の生演奏と、特設の大型スクリーンを使った生アフレコが行われた。本作パートでは第1期、第2期のOP、ED各曲の演奏に加え、三瓶由布子と名塚佳織が本編第9話『ペーパームーン・シャイン』のエピソードをステージ上で演じた。
同イベントは毎日放送にてテレビ放送され、ゲームソフト『エウレカセブンTR:1 NEW WAVE』に特典映像(付属DVD)として収録されている。
Sony Music AnimeFes.06
ソニー・ミュージックエンタテインメント主催のアニメイベント。
2006年5月6日・7日に代々木競技場第一体育館、6月10日・11日に大阪城ホールで行われた。
毎日放送共催。ライブ形態は「ANIME FES.'05」と同じだが、今回の本作パートでは、主題歌を歌う各ミュージシャンの演奏と主要キャスト（三瓶、名塚、藤原啓治、根谷美智子、小清水亜美）によるオリジナルシナリオ・51話『ニュー・オーダー』の生アフレコが披露された。
スタンプラリー
アニメ放送を記念して、2005年の春休みに阪急電鉄において実施。梅田駅、三宮駅、宝塚駅、桂駅にエウレカセブンのスタンプ台が設置されていた。